# Ostrobotnia Settentrionale
L'Ostrobotnia Settentrionale (in finlandese Pohjois-Pohjanmaa, in svedese Norra Österbotten) è una provincia della Finlandia settentrionale che comprende parte della regione storica dell'Ostrobotnia. Confina con il Golfo di Botnia, la Lapponia, la Finlandia Centrale, il Savo Settentrionale e il Kainuu, e la Carelia russa.
Il capoluogo amministrativo e la città più grande è Oulu. La provincia conta al 31 maggio 2011 395 922 abitanti e la sua superficie è di circa 37413,97 km², di cui 1800 km quadrati sono laghi. La densità di popolazione è di circa 11,15 ab./km².

## Amministrazione
Come la gran parte delle altre province finlandesi, l’Ostrobotnia del Nord è governata da due diversi enti:
- la Federazione dell’Ostrobotnia Settentrionale (Pohjois-Pohjanmaan liitto) è la confederazione dei comuni, con un Consiglio provinciale nominato dai consiglieri comunali, e una relativa Giunta provinciale. Il suo compito è gestire le competenze comunali su un ambito spaziale più ampio e condiviso.
- l’Area di benessere dell’Ostrobotnia Settentrionale (Pohjois-Pohjanmaan hyvinvointialue) è l’ente sanitario provinciale, creato nel 2022 e con un Consiglio eletto direttamente dai cittadini, che tramite la relativa Giunta gestisce gli ospedali e i servizi assistenziali.[1]

Il primo ente è quello che nomina il direttore provinciale.
La provincia era inclusa nella contea di Oulu, oggi ridotta a un’Agenzia regionale col ruolo di prefettura statale. 

## Comuni
Il numero di comuni della regione è 30 (2022), di cui 11 sono città. Nella lista le città sono indicate in grassetto.
| - Alavieska - Haapajärvi - Haapavesi - Hailuoto - Ii - Kalajoki - Kempele - Kuusamo | - Kärsämäki - Liminka - Lumijoki - Merijärvi - Muhos - Nivala - Oulainen - Oulu | - Pudasjärvi - Pyhäjoki - Pyhäjärvi - Pyhäntä - Raahe - Reisjärvi - Sievi | - Siikajoki - Siikalatva - Taivalkoski - Tyrnävä - Utajärvi - Ylivieska - Vaala |

## Distretti
L'Ostrobotnia Settentrionale è divisa in sette distretti (2005):
- Distretto di Koillismaa
- Distretto di Nivala-Haapajärvi
- Distretto di Oulu
- Distretto di Oulunkaari
- Distretto di Raahe
- Distretto di Siikalatva
- Distretto di Ylivieska

## Stemma dell'Ostrobotnia Settentrionale

Stemma della regione storica dell'Ostrobotnia

Sebbene l'Ostrobotnia Settentrionale sia solo una parte della regione storica dell'Ostrobotnia, il suo emblema è praticamente identico a quello della regione storica.